# Silberpfeil (Achterbahn)
Silberpfeil ist die Bezeichnung eines Stahlachterbahnmodells des Herstellers Schwarzkopf GmbH, welches erstmals 1979 ausgeliefert wurde. Insgesamt wurden drei Achterbahnen des Modells hergestellt.
Die 554 m lange Strecke erstreckt sich über eine Grundfläche von 65,15 m × 28,5 m und erreicht eine Höhe von 18,5 m. Die Züge werden über einen Kettenlifthill in die Höhe gezogen. Nach der ersten Abfahrt erreichen sie eine Höchstgeschwindigkeit von 66 km/h und passieren einen Looping mit 12 m Durchmesser. Die gesamte Anlage hat einen Anschlusswert von 130 kW (zuzüglich ca. 50 kW für Beleuchtung).

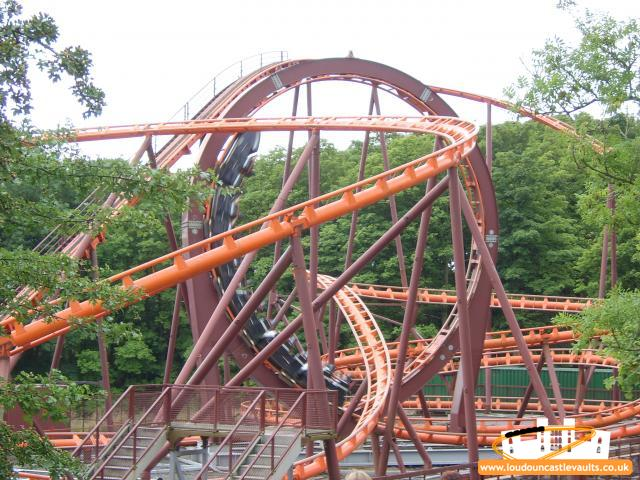
Twist and Shout in Loudoun Castle

## Standorte
| Achterbahn                                                         | Betreiber                                                                                          | Land                                       | Eröffnung                                            | Schließung                                |
| ------------------------------------------------------------------ | -------------------------------------------------------------------------------------------------- | ------------------------------------------ | ---------------------------------------------------- | ----------------------------------------- |
| Big Blue Twist and Shout Looping Star Tower of Terror Looping Star | Dalmaland Loudoun Castle Dreamland Margate Camelot Theme Park Ocean Beach Amusement Park OK Corral | Kroatien Vereinigtes Königreich Frankreich | 15. Juli 2017 2003 2001 1989 1986 oder früher 1980er | 2010 2002 2000 1986 oder später unbekannt |
| Looping Star                                                       | Rand Show                                                                                          | Südafrika                                  | 6. April 2012                                        | 2022 oder früher                          |
| Scorpion                                                           | Busch Gardens Tampa                                                                                | Vereinigte Staaten                         | 16. Mai 1980                                         | 8. September 2024                         |